# Barwy chromatyczne
Barwy chromatyczne (barwy kolorowe) – posiadają cechy jakościowe, określony odcień i ton barwny). Wszystkie kolory w których można wyróżnić odcień, będący dominantą barwy. Są to wszystkie kolory prócz czerni, bieli i wszystkich szarości (które nazywamy barwami achromatycznymi). Barwy, w których dominuje promieniowanie widzialne o długości fal elektromagnetycznych od 380 nm do około 780 nm (czerwień - purpura). 
Dla światła białego (barwa biała) wszystkie składowe RGB mają jednakowe maksymalne wartości, a dla barwy chromatycznej zarówno w przypadku addytywnego mieszania barw RGB, jak i mieszania subtraktywnego CMY przynajmniej jedna z trzech barw składowych musi mieć wartość inną od wartości pozostałych dwóch. 
Na przykład barwę (238,156,124) możemy przedstawić jako sumę dwóch barw: barwy (124,124,124), która reprezentuje udział światła białego oraz barwy (114,32,0). Dla dowolnej barwy możemy zapisać:
(R,G,B) = (R-m,G-m,B-m) + (m,m,m), gdzie m=min(R,G,B)
Pierwszy składnik w powyższym równaniu nazywamy składnikiem chromatycznym barwy, drugi achromatycznym. Wszystkie barwy, w których można wyróżnić pierwszy składnik nazywane są
barwami chromatycznymi. Wszystkie barwy posiadające tylko drugi składnik, nazywamy barwami
achromatycznymi
Barwy chromatyczne znajdują się na całym obszarze sześcianu RGB/CMY, z wyjątkiem głównej przekątnej (odcinka łączącego wierzchołki reprezentujące barwę czarną i białą, a więc o współrzędnych {(0, 0, 0), (100%, 100%, 100%)}). W przypadku przestrzeni barw HSL i HSV składowe S i L/V muszą mieć wartość większą od 0, zaś składowa H może przyjmować dowolną wartość z przedziału od 0 do 2π. Barwy te znajdują się na całym obszarze stożka HSL/HSV, z wyjątkiem odcinka reprezentującym jego wysokość, a więc łączącym środek jego podstawy z wierzchołkiem.